# Хроники Стаи
Хроники стаи (англ. Survivors) — серия романов, написанная командой из четырёх британских писательниц под общим псевдонимом Эрин Хантер. Также ими была написана серия книг «Коты-Воители». Первая книга «Пустой город» была выпущена 21 августа 2012 года. 7 мая 2013 года была выпущена вторая часть серии — «Тайный Враг», 3 сентября 2013 года − «Тьма наступает», 11 февраля 2014 — «Прерванный путь», «Бескрайнее озеро» 3 июня 2014 и «Собачья гроза» 10 февраля 2015.
Также были выпущены 2 подсерии. Каждая включала в себя по 6 книг. Первая, «Хроники стаи: Оригинальная Серия», была выпущена с 2012 по 2015 год. Вторая подсерия «Хроники Стаи: Тьма сгущается», завершила последнюю книгу, «Последняя битва». Первая книга второй подсерии, «Скрытая угроза», была выпущена 13 октября 2015. 7 июня 2016 была выпущена книга «Долгая ночь», 7 февраля 2017 — «Тени сгущаются», 3 октября 2017 — «Красная луна», «Путь изгнанницы» 26 июня 2018 и «Последняя битва» 2 февраля 2022.
Другие книги были выпущены как дополнение к основным сериям, включая 3 электронные версии книг: «История Альфы», «Путешествие Лапочки» и «Выбор Луны», последний роман, выпущенный 5 мая 2015. Электронная версия книг «Хроники стаи» была выпущена на платформы Barnes&Noble Nook и Amazon Kindle. Также у «Хроник стаи» есть собственный сайт, на котором размещены игры, рекламные ролики, викторины и новости.

## Темы
Филипп сказала, что главная тема «Хроников стаи» — умение приспосабливаться к окружающей среде, потому что Счастливчик − одинокая собака в глубине души и чувствует себя неуютно в «Стае собачек-на-поводочках». Также она сказала, что эта тема особенно актуальна среди молодых читателей, «которые пытаются найти своё место в этом мире, в то же время сохраняя свою личность». Другая тема этой книжной серии заключается в том, что хоть собачьи семьи отличаются от человеческих, но в то же время и очень похожи.

## Книги

### Хроники Стаи: Оригинальная Серия
- Пустой город[9]
- Тайный враг[10]
- Тьма наступает[11]
- Прерванный путь[12]
- Бескрайнее озеро[13]
- Собачья гроза[14]

### Хроники Стаи: Тьма сгущается
- Скрытая угроза[15]
- Долгая ночь[16]
- Тени сгущаются[17]
- Красная луна[18]
- Путь изгнанницы
- Последняя битва

### Романы
- Последняя История Альфы[19]
- Путешествие Лапочки[20]
- Выбор Луны[21]

## Критика
Отзывы о серии изначально были положительными, но по мере развития они стали приобретать более негативный оттенок. Booklist отметил «стремительный» сюжет первой книги. Рецензент также сказал, что это «многообещающее начало» для серии. Kirkus Reviews дал первой книге звёздную рецензию, написав: «Эрин Хантер мастерски исследует противоречия между ответственностью и свободой, риском и безопасностью, а также лояльностью и принятием». Рецензент также отметил, что точка зрения Лаки заставила «даже самое обыденное или знакомое казаться живой магией». Журнал The Horn Book раскритиковал первую книгу за большое количество персонажей, но добавил, что её «остросюжетная интрига» даёт «многообещающее начало» серии.
«Voice of Youth Advocates» заявил, что новые слова могут озадачить читателей, добавив, что окончание «вешалки на утёсе» заставит читателей «с нетерпением ждать» следующей книги. Вторая книга получила ещё одну звёздную рецензию от Kirkus Reviews, в которой она названа «идеально написанной». Booklist прокомментировал клиффхэнгер, заявив, что он заставит «заядлых» фанатов ждать следующей книги, но многие читатели будут «потрясены» отсутствием удовлетворительного заключения. Журнал Horn Book написал, что «трудно уследить за большим количеством персонажей», но заявил, что дилемма Лаки «добавляет неопределённости». В обзоре к третьей книге рецензент снова отметил большое количество персонажей, но написал, что действие «порадует фанатов», называя Люси «сочувствующим главным героем». В обзоре пятой книги «Бесконечные озера» и обзоре шестой книги «Шторм собак» рецензент снова отметил большое количество персонажей.
The Horn Book похвалил первую книгу второго цикла, назвав её «увлекательной, авантюрной частью» серии. В нём говорилось, что у новых читателей возникнут проблемы с отслеживанием персонажей и предыстории в обзоре второй книги, но отметил, что «Преданные фанаты оценят, как сага о собаках углубляется в этой серии».